# أقاليم ماليزيا

## صباح
- صباح
  - إقليم الساحل الغربي
  - إقليم الداخل
  - إقليم كودات
  - إقليم سانداكان
  - إقليم تاواو

## سراوق
- سراوق
  - Betong Division
  - Bintulu Division
  - Kapit Division
  - Kuching Division
  - Limbang Division
  - Miri Division
  - Mukah Division
  - Samarahan Division
  - Sarikei Division
  - Serian Division
  - Sibu Division
  - Sri Aman Division

## مقالات متعلقة
- جغرافيا ماليزيا
- ولايات وأقاليم اتحادية في ماليزيا